# Noiembrie 2004
Acest articol este generat integral pe baza informațiilor din articolul 2004 și este actualizat periodic de un robot.
 Editările făcute în articol vor fi șterse la următoarea actualizare! Dacă doriți să faceți modificări, editați articolul-sursă.

ianuarie -
februarie -
martie -
aprilie -
mai -
iunie -
iulie -
august -
septembrie -
octombrie -
noiembrie -
decembrie
Noiembrie 2004 a fost a unsprezecea lună a anului și a început într-o zi de luni.

## Evenimente

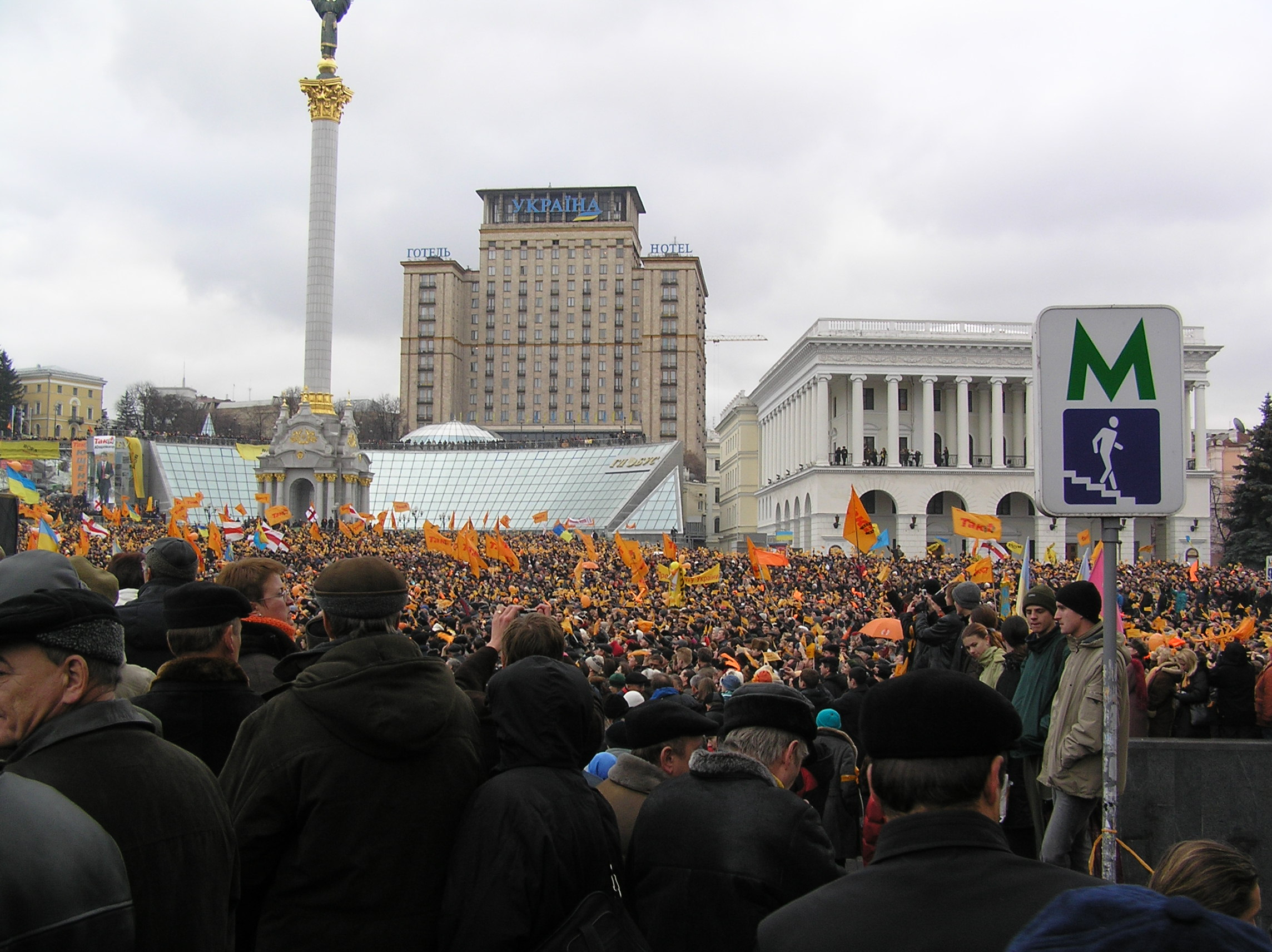
22 noiembrie: În Ucraina începe Revoluția Portocalie, imediat după scrutinul prezidențial al alegerilor, despre care s-a pretins a fi afectat de corupție masivă, intimidare a alegătorilor și fraudă electorală.

- 1 noiembrie: Biroul Electoral Central a acceptat 12 candidaturi la președinția României pentru alegerile din 28 noimebrie.
- 2 noiembrie: Au loc alegeri prezidențiale în SUA. Este reales președintele republican George W. Bush, care îl învinge pe senatorul democrat John Kerry.
- 2 noiembrie: Regizorul olandez, Theo van Gogh, este asasinat la Amsterdam, Olanda, de către Mohammed Bouyeri.
- 10 noiembrie: S-a anunțat descoperirea de către o echipă de paleontologi clujeni a unor fosile de dinozauri care au populat zona localității Jibou în urmă cu peste 65 de milioane de ani. Dinozaurii aveau trei metri lungime și doi înălțime, erau ierbivori și mergeau atât în două, cât și în patru picioare.[1]
- 17 noiembrie: Guvernul Năstase adoptă prin ordonanță de urgență, ca toate creanțele la stat ale Rafo Onești și Carom, în valoare de aproape 16.000 de miliarde (470 de milioane de dolari), să fie preluate de Autoritatea pentru Valorificarea Activelor Statului (AVAS). Rafo Onești a beneficiat și în 1999 de o eșalonare pe 5 ani a unei datorii de 600 de miliarde iar în 2001, creanțele de la acea vreme s-au transformat în acțiuni. Datoriile de 16.000 de miliarde de lei vor fi reconvertite în acțiuni, care vor transforma statul în acționar majoritar la Rafo și Carom.[2]
- 19 noiembrie: Este dat publicității un sondaj realizat de Data Media și IRSOP la comanda PSD în legătură cu viitoarele alegeri la președinția României, cu următoarele rezultate: Adrian Năstase - 41%; Traian Băsescu - 32%.
- 19 noiembrie: Noua Comisie Europeană, condusă de portughezul José Manuel Barroso, a obținut investitura Parlamentului European la capatul unei crize de trei săptămâni fără precedent în istoria Uniunii Europene.
- 22 noiembrie: În Ucraina începe Revoluția Portocalie, imediat după scrutinul prezidențial al alegerilor, despre care s-a pretins a fi afectat de corupție masivă, intimidare a alegătorilor și fraudă electorală.
- 24 noiembrie: Alegeri prezidențiale în Ucraina: Parlamentul îl declară oficial învingător al alegerilor pe Viktor Ianukovici.
- 27 noiembrie: Alegeri prezidențiale în Ucraina: Curtea  Supremă a Ucrainei invalidează victoria lui Ianukovici.
- 28 noiembrie: Alegeri generale în România: La alegerile prezidențiale, după primul scrutin, Adrian Năstase conduce cu 40,94% din voturi, urmat de Traian Băsescu cu 33,92%. La alegerile parlamentare rezultatele au fost următoarele: Uniunea Națională PSD+PUR - 37,12%; Alianța Dreptate și Adevăr - 31,77%; PRM - 13,63%; UDMR - 6,22%. Prezența la vot a fost de 58,5%.[3]
- 29 noiembrie: S-a semnat acordul prin care datoria Republicii Moldova față de România, în valoare de 9,4 milioane de dolari, va fi reeșalonată pe o perioada de 15 ani.[4]
- 30 noiembrie: Traian Băsescu depune la Biroul Electoral Central contestație de fraudare a alegerilor. Dovada constă în comunicatele oficiale ale Biroului Electoral Central; analizând datele din aceste comunicate din 29 noiembrie, emise la orele 12:00 și 17:00, se constată în acest interval o scădere a numărului de voturi nule: la Președinție – 159.850, Senat – 111.849, Camera Deputatilor – 101.205. Numărul voturilor nule nu are cum să scadă pe perioada numărării proceselor verbale, ci doar să crească.[5][6][7]

## Decese
- 2 noiembrie: Theodore van Gogh, 46 ani, regizor neerlandez (n. 1957)
- 2 noiembrie: Zayed bin Sultan Al Nahyan, 86 ani, primul președinte al Emiratelor Arabe Unite (1971-2004), (n. 1918)
- 3 noiembrie: Maria Popescu, 85 ani, memorialistă română (n. 1919)
- 7 noiembrie: Howard Keel (n. Harold Clifford Keel), 85 ani, actor american (n. 1919)
- 9 noiembrie: Stieg Larsson (n. Karl Stig-Erland Larsson), 50 ani, jurnalist și scriitor suedez de romane polițiste (n. 1954)
- 11 noiembrie: Yasser Arafat (n. Muhamed Abdel Rauf Arafat al-Qudwa al-Husseini), 75 ani, liderul Autorității Naționale Palestiniene (n. 1929)
- 11 noiembrie: David Davidescu, 88 ani, agronom român, membru titular al Academiei Române (n. 1916)
- 12 noiembrie: Jacques Dynam, 80 ani, actor francez (n. 1923)
- 12 noiembrie: Alexandru Vona (n. Alberto Henrique Samuel Bejar y Mayor), 82 ani, scriitor român de etnie evreiască (n. 1922)
- 13 noiembrie: Ol' Dirty Bastard (n. Russell Tyrone Jones), 35 ani, rapper american (n. 1968)
- 13 noiembrie: Richard Alan Simmons, 80 ani, scenarist canadiano-american (n. 1924)
- 14 noiembrie: Dinu Negreanu, regizor de film (n. 1917)
- 22 noiembrie: Mefodie Apostolov, 89 ani, actor de teatru și film sovietic și moldovean (n. 1915)
- 22 noiembrie: Metodiu Apostolov, actor moldovean (n. 1915)
- 23 noiembrie: Rafael Eitan, 75 ani, general israelian (n. 1929)
- 26 noiembrie: Philippe de Broca, 71 ani, regizor francez (n. 1933)
- 28 noiembrie: Ioana Postelnicu (n. Eugenia Banu), 94 ani, scriitoare română (n. 1910)
- 29 noiembrie: John Drew Barrymore, 72 ani, actor american de teatru, film și de televiziune (n. 1932)
- 30 noiembrie: Pierre Berton (n. Pierre Francis De Marigny Berton), 84 ani, scriitor canadian (n. 1920)